# Teoria de les cadenes laterals
La teoria de les cadenes laterals (en alemany, Seitenkettentheorie) és una teoria proposada per Paul Ehrlich (1854 - 1915) per explicar la resposta immunitària en cèl·lules vives. Ehrlich la va teoritzar des dels inicis de la seva carrera que l'estructura química podia usar-se per explicar perquè la resposta immunitària ocorre en reacció a la infecció. Creia que les toxines i les antitoxines eren substàncies químiques en un temps en què es sabia molt poc sobre la seva naturalesa.
Ehrilech va suposar que les cèl·lules vives tenien cadenes laterals de la mateixa manera que els tints tenen cadenes laterals que estan relacionades amb les seves propietats colorants. Aquestes cadenes laterals poden enllaçar amb una toxina particulars, just amb Emil Fischer va dir que els enzims han d'unir-se a les seves receptors.